# Filippa Sivnert
Filippa Sivnert, född 11 april 2001, är en svensk friidrottare (kortdistanslöpning). Hon tävlar för Malmö AI.

## Karriär
Sivnert vann SM-guld på 60 meter inomhus år 2020.
I februari 2022 vid inomhus-SM tog Sivnert brons på 60 meter på tiden 7,42 sekunder.

## Personliga rekord
| Utomhus - 100 meter – 11,53 (Söderhamn, Sverige 28 juli 2023) - 200 meter – 24,98 (Söderhamn, Sverige 29 juli 2023) | Inomhus - 60 meter – 7,38 (Växjö, Sverige 22 februari 2020) - 200 meter – 24,51 (Växjö, Sverige 21 januari 2022) |